# Bina
Bina (hebr. בינה) – określenie oznaczające zrozumienie, inteligencję.

## Kabała
W kabale Bina oprócz zrozumienia oznacza również żeńską zasadę w świecie. W kabalistycznym Drzewie Życia jest trzecią z dziesięciu sefir (a zarazem jedną z trzech sefir ukrytych), znajdującą się na tym samym poziomie, co przeciwna jej Chochma. Otrzymuje ona światło od Keter (כתר) i wysyła je do niższych sefirot Gewura (גבורה) i Tiferet (תיפארת). To jej kabała przypisuje początek i źródło neszama, czyli  "świętej duszy". Wartość numeryczna Biny to 50 (jest to również numeryczna wartość hebrajskiego słowa כל - wszystko, całość).

## Tarot
W tarocie odpowiednikiem Biny są Królowe i Trójki (Małe Arkana). Drogę między Biną a innymi sefirami symbolizują odpowiednio Wielkie Arkana: Mag (Bina - Keter), Cesarzowa (Bina - Chochma), Kochankowie (Bina - Tiferet), Rydwan (Bina - Gewura).